# Еберхард XI фон Ербах
Еберхард XI фон Ербах (на немски: Eberhard XI von Erbach; * 22 април 1475; † 4/14 ноември 1539 във Фюрстенау) е граф на Ербах в Ербах.
Той е големият син на шенк Георг I фон Ербах (1438 - 1481) и съпругата му фрайин Кордула фон Фраунберг-Хааг († 1501), дъщеря на фрайхер Ханс VI фон Фраунберг-Хааге († 1477) и фрайин Анна фон Папенхайм. 
Еберхард XI умира на 14 ноември 1539 г. на 64 години във Фюрстенау и е погребан в Михелщат.

## Фамилия
Еберхард XI се жени на 7 август 1503 г. за графиня Мария фон Вертхайм (* 23 февруари 1485; † 29 юни 1536), дъщеря на граф Михаел II фон Вертхайм († 1531) и графиня Барбара фон Еберщайн в Ной-Еберщайн († 1529). Te имат децата: 
- Маргарета (1504 – 1505)
- Георг II (1506 – 1569), граф на Ербах, женен на 9 януари 1535 г. във Фюрстенау за пфалцграфиня Елизабет фон Зимерн (1520 – 1564), дъщеря на пфалцграф Йохан II фон Зимерн
- Маргарета (1507 – 1574), омъжена на 18 август 1522 г. за граф Филип III фон Ринек (1504 – 1559), син на граф Райнхард фон Ринек
- Барбара (1508 – 1574), монахиня
- Еберард XII (1511 – 1564), граф на Ербах, женен на 7 септември 1538 г. за вилд и райнграфиня Маргарета фон Даун (1521 – 1576)
- Конрад (1512 – 1512)
- Конрад (1512 – 1513)
- Елизабет (1514 – 1574), монахиня в Мариентал и Кларентал
- Катарина (1516 – 1549), монахиня в Кларентал
- Валентин II (1517 – 1563), граф на Ербах, цу Шьонберг 1544, цу Бройберг 1556, амтман цу Бинген (1541 – 1544)
- Бригита (1518 – 1555)
- Урсула (1522 – 1522)
- Доротея (1523 – 1523)